# Anemopaegma longipetiolatum
Anemopaegma longipetiolatum là một loài thực vật có hoa trong họ Chùm ớt. Loài này được Sprague mô tả khoa học đầu tiên năm 1905.